# گردش روزگار
گردش روزگار فیلمی به کارگردانی و نویسندگی قدرت‌الله بزرگی محصول سال ۱۳۴۷ است.

## بازیگران
- منوچهر وثوق
- کتایون
- علی آزاد
- احمد قدکچیان
- مینا
- ناهید
- اکبر هاشمی